# Финансова криза
Финансовата криза е събитие в икономиката, при което определени финансови активи рязко намаляват стойността си. През XIX и XX век повечето финансови кризи са свързани от банкови паники, често съпътствани от рецесии. Други ситуации, определяни като финансови кризи, са сривове на фондовите пазари, валутни кризи или държавни фалити.
„Финансова криза“ в разговорната реч е липсата на пари или по-точно изпитването на затруднения за плащания с пари в брой (кеш), поради касова безналичност.
Професорът по история в университета в Оксфорд Филип Кей счита, че първата в историята световна финансова криза избухва в Римската република през 88 г. пр.н.е.
Като противодействие на периодично бушуващите финансови кризи при пазарните икономики се вземат от международните финансови институции, съгласувано с правителствата на засегнатите страни, антикризисни мерки.